# Thomas C. Spencer
Thomas C. Spencer (* 24. Dezember 1946 in New York City) ist ein US-amerikanischer mathematischer Physiker, der hauptsächlich in konstruktiver Quantenfeldtheorie und mathematischer statistischer Mechanik arbeitet.
Spencer machte 1968 an der University of California, Berkeley seinen Bachelor-Abschluss und promovierte 1972 an der New York University bei James Glimm (Perturbation of the {\displaystyle {P(\phi )}_{2}} quantum field-Hamiltonian). Er war danach bis 1975 am Courant Institute of Mathematical Sciences of New York University und 1974/75 Fellow an der Harvard University. 1975 bis 1977 war er Associate Professor an der Rockefeller University, 1978 bis 1980 Professor an der Rutgers University und danach bis 1986 am Courant Institute. 1972 bis 1974 war er am Institute for Advanced Study in Princeton, wo er seit 1987 Professor ist.
Spencer ist bekannt für seine mathematischen Untersuchungen der Theorie der Phasenübergänge, teilweise in Zusammenarbeit mit Barry Simon und Jürg Fröhlich (z. B. Existenz des Kosterlitz-Thouless-Übergangs in zweidimensionalen Modellen wie dem „ebenen Rotator“ (XY-Modell) und dem Coulomb-Gas, mit Fröhlich und Simon Existenz von Phasenübergängen in Systemen mit kontinuierlicher Symmetrie und mindestens drei Dimensionen). Spencer und Mitarbeiter konnten im zweidimensionalen Isingmodell mathematisch „Universalität“ (Unabhängigkeit einiger kritischer Exponenten von Störungen der Modellparameter) beweisen. Außerdem untersuchte er partielle stochastische Differentialgleichungen, arbeitete über Turbulenz, chaotische dynamische Systeme, Zufallsmatrizen und supersymmetrische Pfadintegrale, die in ungeordneten Festkörpern Anwendung finden (Lokalisierungstheorie).
1976 wurde er Forschungsstipendiat der Alfred P. Sloan Foundation (Sloan Research Fellowship). 1987 hielt er die Gibbs-Lecture der American Mathematical Society (Schrödinger operators and dynamical systems). 1997 erhielt er mit Jürg Fröhlich den Dannie-Heineman-Preis für mathematische Physik. Er ist seit 1999 Mitglied der American Academy of Arts and Sciences. 1986 war er Invited Speaker auf dem ICM in Berkeley (Random and quasiperiodic Schrödinger operators). 2010 wurde er in die National Academy of Sciences aufgenommen. 2015 erhielt er den Henri-Poincaré-Preis.